# Pakhapani (Myagdi)
Pour les articles homonymes, voir Pakhapani.
Pakhapani (en népalais : पाखापानी) est un comité de développement villageois du Népal situé dans le district de Myagdi. Au recensement de 2011, il comptait 2 258 habitants.